# L'Esparra (Riudarenes)
L'Esparra o Raval de l'Esparra és un poble del municipi de Riudarenes (Selva), a l'interfluvi de la riera de l'Esparra i la de Vila-ras, afluents per la dreta de la riera de Santa Coloma.

## Història
El 1800 era un ens local independent i amb parròquia pròpia, però amb la fi de l'Antic Règim Senyorial aquest ens local va ser incorporat a Riudarenes el 1846.
La seva església parroquial (Sant Martí de l'Esparra) està documentada des del 1169 i depenia de la parròquia de Sant Pere Cercada, dins el vescomtat de Cabrera.

## Descripció
Al terme del poble hi ha una torre quadrada de defensa i el santuari de la Mare de Déu d'Argimon, dins de l'antic Castell d'Argimon. També s'hi va desenvolupar, a la dècada dels 60 del Segle XX, la gran urbanització de Can Fornaca.
Entre les cases de pagès d'aquest poble hi destaquen Can Periques, Cal Jornaler i Can Roquet.